# آگوست ویان
آگوست ویان (انگلیسی: Auguste Vaillant؛ ۲۷ دسامبر ۱۸۶۱ – ۵ فوریه ۱۸۹۴ (سن ۳۲)) یک آنارشیست اهل فرانسه بود که برای حمله به وسیلهٔ بمب‌گذاری در مجلس نمایندگان (فرانسه) در ۹ دسامبر ۱۸۹۳ شناخته شده است.